# Partidul European (Republica Moldova)
Partidul European este un partid din Republica Moldova. La alegerile locale din 2007 a câștigat 2 mandate de consilier (0,02%) în consiliile orășenești, municipale (Comrat) și sătești, iar la alegerile locale din 2011 a câștigat 3 mandate de consilier.